# ArcGIS
ArcGISは、ESRI社により提供されているGISソフトウェアである。

## 構成
ArcGISは、ArcMap、ArcCatalog、ArcToolboxから構成されている。
ArcMapはデータの表示および編集などを実行する、ArcCatalogはデータの管理を実行する、ArcToolboxはデータ管理や解析での使用ツールを格納するアプリケーションである。

## 地理学における利用
ArcGISは地理学において頻用されているGISソフトウェアである。ArcGISを利用することで地図の閲覧・作成・分析などが可能である。ただし、高機能であるが故に操作は複雑である。